# Сподумен
Сподуменът е пироксенов минерал, състоящ се от литиево-алуминиев иносиликат, LiAl(SiO3)2, и е важен в икономически план източник на литий. Среща се като безцветен до жълтеникав, пурпурен или лилав кунцит (вижте по-долу), жълтеникаво-зелен или изумрудено-зелен хидидит, призматични кристали, често с големи размери. Монокристали с размер от 14,3 м са докладвани в Блек Хилс, Южна Дакота, Съединени щати.
Естествено срещащата се нискотемпературна форма α-сподумен е в моноклинната система, а високотемпературният β-сподумен кристализира в тетрагоналната система. α-сподуменът се превръща в β-сподумен при температури над 900 °C. Кристалите обикновено са силно набраздени успоредно на главната ос.

## Откриване и възникване
Сподуменът е описан за първи път през 1800 г. при намирането му в типовото находище в Утьо, Сьодерманланд, Швеция . Открит е от бразилския натуралист Хосе Бонифасио де Андрада е Силва. Името произлиза от гръцкото spodumenos (σποδούμενος), което означава „изгорен до пепел“, поради непрозрачния пепелявосив външен вид на материала, рафиниран за употреба в промишлеността. 
Сподуменът се среща в богати на литий гранитни пегматити и аплити. Свързаните минерали включват: кварц, албит, петалит, еукриптит, лепидолит и берил. 
Прозрачният материал отдавна се използва като скъпоценен камък с разновидностите кунцит и хидънит, известни със своя силен плеохроизъм. Находищата включва Демократична република Конго, Афганистан, Австралия, Бразилия, Мадагаскар, Пакистан, Квебек в Канада и Северна Каролина и Калифорния в САЩ.
От 2018 г. е известно, че Демократична република Конго (ДРК) има най-голямото находище на литиево-сподуменови твърди скали в света, като минните дейности се извършват в централната територия на ДРК Маноно, провинция Танганика. От 2021 г. австралийската компания AVZ Minerals разработва проекта за литий и калай в Маноно и разполага с ресурса от 400 милиона тона висококачествени скали сподумен с ниски примеси при 1,65% литиев оксид (Li2O).

## Стопанско значение
Сподуменът е важен източник на литий за употреба в керамика, мобилни телефони и батерии (включително за автомобилни приложения), медицина, пироцерам и като флюсов агент. Към 2019 г. около половината литий се извлича от минерални руди, които се състоят главно от сподумен. Литият се възстановява от сподумен чрез разтваряне в киселина или екстракция с други реагенти след изпичане, за да се превърне в по-реактивния β-сподумен. Предимството на сподумена като източник на литий в сравнение с източниците на солен разтвор е по-високата концентрация на литий, но при по-високи разходи за извличане.
През 2016 г. се прогнозира, че цената ще бъде 500–600 щатски долара за тон за години напред. Цената обаче скача над 800 още през януари 2018 г. и производството надхвърля потреблението, намалявайки цената до 400  щатски долара за тон през септември 2020 г.
Световното производство на литий чрез сподумен през 2018 г. е около 80 000 метрични тона годишно, главно от пегматита Грийнбушс в Западна Австралия и от някои китайски и чилийски източници. Съобщава се, че мината Талисън Минералс в Грийнбушс, Западна Австралия е втората по големина в света и има най-високо съдържание на руда при 2,4% Li2O (данни за 2012 г.).
През 2020 г. Австралия разширява добива на сподумен, за да стане водещата страна по производство на литий в света.
Извличането на литий от сподумен е предизвикателство поради здравото свързване на литий в кристалната структура. Методите за обработка разчитат на печене при висока температура с различни реактиви. При температури над 800 °С, сподуменът се преобразува от α структура в по-отворена β структура, от която литият се извлича по-лесно от реагентите. Подходящи екстракционни реагенти включват сулфати на алкални метали, като натриев сулфат; натриев карбонат; хлор; или флуороводородна киселина.
Важен икономически концентрат на сподумен, известен като сподуменов концентрат 6 или SC6, е литиева руда с висока чистота с приблизително 6 процента съдържание на литий, произвеждана като суровина за последващото производство на литиево-йонни батерии за електрически превозни средства.

## Сортове скъпоценни камъни

### Хидънит
Хидънитът е бледа, изумруденозелена разновидност на скъпоценен камък, за която се съобщава за първи път в окръг Александър, Северна Каролина, САЩ. Наречен е в чест на Уилям Ърл Хидън (16 февруари 1853 г. – 12 юни 1918 г.), минен инженер, колекционер и търговец на минерали. 
Тази изумруденозелена разновидност на сподумена е оцветена от хром, както при изумрудите.

### Кунцит
Кунцитът е лилав скъпоценен камък, разновидност на сподумена, като цветът идва от незначителни следи от манган. Излагането на слънчева светлина може да избледни цвета му.
Кунцитът е открит през 1902 г. и е кръстен на Джордж Фредерик Кунц, главният бижутер на Tiffany &amp; Co по това време и известен минералог. Среща се в Бразилия, САЩ, Канада, ОНД, Мексико, Швеция, Западна Австралия, Афганистан и Пакистан.

### Трифан
Трифан е името, използвано за жълтеникави разновидности на сподумен.

## Галерия
- Кристал сподумен
- Кунцит от провинция Нуристан, Афганистан
- Хидънит от Арасуай, Минас Жерайс, Бразилия